# وزارة الصحة والتعليم الطبي (إيران)
 تتحمل وزارة الصحة والتعليم الطبي المسؤولية التنفيذية عن التعليم الصحي والطبي داخل الحكومة الإيرانية. تتكون وزارة الصحة والتعليم العالي من خمس إدارات يرأسها نواب الوزراء:
1. البحث والتكنولوجيا.
2. التعليم.
3. الخدمات اللوجستية.
4. الغذاء والدواء
5. الصحة.

النظام الصحي في إيران شديد المركزية، وجميع القرارات المتعلقة بالأهداف العامة والسياسات وتخصيص الموارد تتخذ على المستوى المركزي من قبل وزارة التربية والتعليم العالي. للوزارة السلطة القانونية للإشراف على أنشطة القطاع الصحي الخاص وترخيصها وتنظيمها.
يوفر نظام شبكة الصحة المتقن الرعاية الصحية الأولية للغالبية العظمى من الجمهور الإيراني. تمتلك وتدير أكبر شبكة لتقديم الرعاية الصحية في إيران من المؤسسات الصحية وكليات الطب. تتولى وزارة التربية والتعليم العالي مسؤولية توفير خدمات الرعاية الصحية من خلال شبكتها، والتأمين الطبي، والتعليم الطبي، والإشراف على نظام الرعاية الصحية في البلاد وتنظيمه، ووضع السياسات، وإنتاج وتوزيع الأدوية، والبحث والتطوير.

## روابط خارجية
- الموقع الرسمي